# OTO Mod. 35
La OTO Mod. 35 è una bomba a mano in dotazione al Regio Esercito durante la seconda guerra mondiale.

## Descrizione
Entrata in servizio nel 1935, la OTO Mod. 35, insieme alla SRCM Mod. 35 ed alla Breda Mod. 35 rappresentavano la nuova generazione di bombe a mano con le quali il Regio Esercito affrontò la seconda guerra mondiale.
È una bomba a mano di tipo offensivo, costituita da un corpo bomba di alluminio verniciato di rosso contiene 36grammi di tritolo che al momento dell'esplosione frammentano una sfera di piombo contenente pallini di piombo.
Il O.T.O. è la più semplice dei tre tipi di Mod.35. La spoletta è composta da una palla di piombo tenuta tra un tappo a forma di cono e un detonatore a molla. Una caratteristica interessante è la struttura dei frammenti che vengono proiettati, è un complesso di pallini di piombo avvolto tra di loro, destinato dai progettisti a rompersi al momento della detonazione. Dal momento che la granata era di tipo offensivo, i progettisti non vollero avere schegge della bomba proiettate lontano dal punto previsto della detonazione, poiché potevano ferire il lanciatore. Questo è il motivo per cui la palla si deve rompere in piccole parti al momento della detonazione. La capsula interna contiene l'esplosivo e un tubo di innesco/detonatore. Un filo sottile ad anello blocca le due metà della bomba in un luogo specifico, che fissa la lunghezza complessiva, in modo da non legare le parti interne.

## Uso Operativo
Per utilizzarla, si strappa la linguetta con la striscia di sicurezza, appena prima del lancio, così si sblocca la leva di sicurezza. Dopo il lancio della bomba, lo scopo della leva era di catturare l'aria ed essere allontanata dalla granata, rimuovendo la barra di sicurezza di tra il percussore e l'innesco. La OTO era una granata adatta a terreni aperti, in quanto era necessario trascorresse una certa quantità di tempo in volo e venisse lanciata ad una distanza minima per consentire al meccanismo di funzionare correttamente.